# The World Keeps Turning
The World Keeps Turning è il quinto EP del gruppo grindcore britannico dei Napalm Death. Venne pubblicato nel 1992 dalla Earache Records.

## Tracce
1. The Word Keeps Turning – 3:19
2. A Means to an End – 2:59
3. Insanity Excursion – 2:15

## Formazione
- Mark "Barney" Greenway - voce
- Shane Embury - basso
- Mitch Harris - chitarra
- Jesse Pintado - chitarra
- Danny Herrera - batteria